# Janjawid

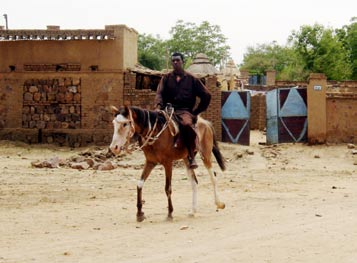
Janjaweed montado em cavalo

Janjawid (جنجويد, em árabe; janjaweed, em inglês) é um termo genérico para designar uma milícia que opera em Darfur, Sudão. Conforme a definição das Nações Unidas, os janjawid são criminosos que se apresentam como árabes, embora sejam em geral provenientes de tribos africanas nômades de fala árabe. Desde 2003, tiveram papel central no sangrento conflito de Darfur, que opõe a população árabe muçulmana do Sudão aos muçulmanos não-árabes da região devido a questões de distribuição de terras e recursos.

## Etimologia
Acredita-se que o termo janjawid provenha de um dialeto do Sudão ocidental. Em árabe coloquial, significa "hordas". Segundo algumas fontes, não haveria ligação etimológica com as palavras jinn ("espírito"), jim (letra G, do rifle G3) ou jawad ("cavalo").
A palavra parece ter sua origem numa variante de dos termos persa, jang, "guerra", e jangawi, "guerreiro".

## O conflito
De acordo com uma investigação dos crimes de guerra em Darfur realizada pela ONU na segunda metade de 2005, havia evidências de estupro amplo e sistemático em dois anos de conflito. Num dos incidentes relatados, uma mulher em Wadi Tina foi estuprada 14 vezes por homens diferentes em janeiro de 2003. Já em março do ano seguinte, 150 soldados e janjawid sequestraram e estupraram 16 garotas na cidade de Kutum, disse a mesma investigação. Na cidade de Kailek, disseram que meninas de até 10 anos chegaram a ser estupradas por milicianos.
Um outro problema enfrentado pelas tribos sudanesas o fato do bebê proveniente dos estupros serem chamados pelas próprias mães de janjawid, um insulto que em língua local que significa algo como "diabo montado a cavalo". Por terem a pele geralmente mais clara, eles são alvo de preconceito e facilmente identificados como descendentes de árabes, sofrendo muitas dificuldades de aceitação e integração na tribo ao longo de suas vidas.